# 一騎當千
《一騎當千》是日本漫畫家鹽崎雄二的日本漫畫作品，2000年首度在漫畫雜誌《月刊ComicGUM》連載；2003年改編為電視動畫，分別於7月30日至10月22日、及10月2日到12月25日，分別在AT-X及神奈川電視台播出。2012年改編為真人舞台劇，於11月30日到12月9日於銀座八丁目博品館劇場演出。2019年1月系列新動畫在AT-X每月播放。

## 劇情簡介
故事講述封印著中國三國時代人物的勾玉輾轉流落到日本，並散落在高中學生手上；持有勾玉的人被稱為「鬥士」，他們會繼承勾玉人物，為統一天下而戰鬥。人物被冠以日本化的漢名（表示方式為「姓名+字」），校名使用古中國地名，主角為17歲的女高中生孫策伯符。在漫畫十九集赤壁之戰結束後，作品世界觀開始不單侷限三國人物，也開始出現一些日本戰國時代的新角色。
動畫版劇情簡介如下：
- 第1季《一騎當千》：第1季

故事講述孫策伯符首次登場，轉學到南陽高中引起許多風波，並與樂就、呂蒙子明等鬥士交手的過程開始激發了體內潛龍的霸王資質。而此時，洛陽高中首領董卓仲穎為了分畫各學校的反抗勢力，策辦了大鬥士大會的展開。
許多高校各自派出好手相互對戰，但大鬥士大會檯面下卻是暗潮洶湧，正有人為了扭轉自身的宿命而開始策畫連串的縝密佈局...
- 第2季《一騎當千 Dragon Destiny》：DD

故事轉以成都學園為中心。呂蒙子明與夏侯淵妙才潛入中國為爭奪寶物龍玉而引發了南陽、成都與許昌三種勢力間的爭戰。但成都學園首領劉備玄德卻喜好讀書不愛戰鬥，讓身為重要夥伴的關羽雲長及張飛益德大傷腦筋。
許昌學園首領曹操孟德勾玉中的魔王領魂逐漸甦醒並開始吞噬他的理智，性格因此變的狂暴嗜血，這點被企圖一統天下的司馬懿仲達利用，而展開對其他學園的征伐。而身為南陽學園新任首領的孫策伯符，日子仍舊過的悠哉無拘無束，還不知情三國史上著名的赤壁之戰，在時隔1800年後又要再度引發...
- 第3季《一騎當千 Great Guardians》：GG

從這部動畫開始，故事走向以原創故事為主。赤壁戰後，南陽學園與成都學園結為友好，但左慈元放(王允子師)不知為何開始閃避著呂蒙子明，而在一天夜晚，在呂蒙子明以前出現的，卻是本來應該早已死去的情敵，同時也是最強鬥士的呂布奉先？
而這時，一名自稱是孫策伯符妹妹的神祕美少女孫權仲謀卻突然現身，孫策雖然對孫權的來歷感到一頭霧水，卻仍把她當成親妹妹般疼愛。然而，讓王允子師突然變的行蹤詭異的原因也開始揭曉，因為，真正的左慈元放竟然出現了...
- 第4季《一騎當千 XTREME XECUTOR（讀音Extreme Executor）》：XX

許昌學園一天突然來了個鬥士前來踢館，而那名鬥士自稱是涼州學園的馬超孟起，是為了替被曹操孟德害死的表兄韓遂文約復仇而來。馬超的踢館引起了許昌一陣軒然大波，雖然靠著許褚的努力才將馬超逼退，但心灰意冷的馬超竟因偶然加入了成都學園，並拜孫策為師？
這時，一名戴著面具，自稱是獻帝的神秘人物接觸了南蠻學園的孟獲與孟優姐妹，並搧動她們再度召開大鬥士大會，她的目的究竟是...？
- 第五期OVA《一騎當千 集鍔鬥士血風錄》：血風錄

南陽、成都與許昌三所學園展開了校外旅行，目標是在關西地區進行戰鬥競賽，打倒敵人搶奪對方的鍔，並沿途享受各路的風景名勝。只是，在旅行最後，孫策卻與關羽展開了激烈衝突...
- 第六期OVA《一騎當千 Extravaganza Epoch》：EE

故事走向轉回漫畫原作的戰國篇。由持有古代戰國武將轉世勾玉，來自關西地區的全新角色為中心，開始進行關東地區三國鬥士的勾玉掠奪戰。不單傳出關羽被人襲擊而被揍的面目全非，清龍刀毀的流言，趙雲也在竹林遇到持有妖刀一片石的神秘少女鬥士柳生三巖。
源九郎義經與武藏坊弁慶的組合將許昌學園殺的狼狽不堪，就連成都學園也被寶藏院胤舜襲擊的滿目瘡痍。而讓關西鬥士如此行動的幕後主謀卑彌呼，也將她的手伸向了還不知情的孫策...
- 第七期電視短編(全三集)『一騎當千Western Wolves』：WW

關東關西鬥士正式開戰，而孫策和真正的妹妹孫權重逢。
- 第八期電視短編(全三集)『真 一騎當千』：真一騎。

孫家姐妹聯手了，而首次正式地介紹關西鬥士，與關東鬥士進入日本神話的地獄找尋反制卑彌呼的方法。

## 出版書籍
台灣代理的國際中文版，邀請台灣書法家黃明勝題字。
| 卷數 | WANI BOOKS     | WANI BOOKS                                              | 尖端出版社     | 尖端出版社             |
| 卷數 | 發售日期       | ISBN                                                    | 發售日期       | EAN／ISBN              |
| ---- | -------------- | ------------------------------------------------------- | -------------- | ---------------------- |
| 1    | 2000年10月25日 | ISBN 4-8470-3329-9                                      | 2001年7月12日  | EAN 471-986-304-420-0  |
| 2    | 2001年4月25日  | ISBN 4-8470-3396-5                                      | 2001年8月23日  | EAN 471-986-304-451-4  |
| 3    | 2001年10月25日 | ISBN 4-8470-3414-7                                      | 2002年2月8日   | EAN 471-986-304-596-2  |
| 4    | 2002年4月25日  | ISBN 4-8470-3429-5                                      | 2003年1月22日  | EAN 471-986-304-782-9  |
| 5    | 2002年11月24日 | ISBN 4-8470-3388-4                                      | 2003年1月25日  | EAN 471-986-304-335-7  |
| 6    | 2003年8月24日  | ISBN 4-8470-3452-X                                      | 2003年11月14日 | EAN 471-061-436-415-8  |
| 7    | 2004年3月25日  | ISBN 4-8470-3465-1                                      | 2004年5月18日  | EAN 471-061-436-741-8  |
| 8    | 2004年10月24日 | ISBN 4-8470-3482-1                                      | 2005年3月10日  | EAN 471-061-437-513-0  |
| 9    | 2005年5月25日  | ISBN 4-8470-3502-X                                      | 2005年8月12日  | EAN 471-061-437-813-1  |
| 10   | 2005年12月22日 | ISBN 4-8470-3530-5                                      | 2006年2月17日  | EAN 471-770-220-154-8  |
| 11   | 2006年5月25日  | ISBN 4-8470-3549-6（特裝版） ISBN 4-8470-3548-8         | 2006年8月10日  | EAN 471-770-220-557-7  |
| 12   | 2007年1月11日  | ISBN 978-4-8470-3587-6（限定版） ISBN 978-4-8470-3586-9 | 2007年3月21日  | EAN 471-770-220-895-0  |
| 13   | 2007年9月23日  | ISBN 978-4-8470-3611-8（限定版） ISBN 978-4-8470-3610-1 | 2007年12月10日 | EAN 471-770-221-620-7  |
| 14   | 2008年7月25日  | ISBN 978-4-8470-3645-3 ISBN 978-4-8470-3646-0（限定版） | 2009年3月19日  | EAN 471-770-222-424-0  |
| 15   | 2009年3月25日  | ISBN 978-4-8470-3675-0 ISBN 978-4-8470-3676-7（限定版） | 2009年8月14日  | EAN 471-770-222-791-3  |
| 16   | 2009年9月25日  | ISBN 978-4-8470-3698-9 ISBN 978-4-8470-3697-2（限定版） | 2009年12月5日  | EAN 471-770-223-036-4  |
| 17   | 2010年6月25日  | ISBN 978-4-8470-3726-9 ISBN 978-4-8470-3727-6（限定版） | 2010年11月10日 | EAN 471-770-223-653-3  |
| 18   | 2011年3月25日  | ISBN 978-4-8470-3763-4（限定版） ISBN 978-4-8470-3764-1 | 2011年5月19日  | EAN 471-770-224-108-7  |
| 19   | 2012年2月25日  | ISBN 978-4-8470-3801-3（限定版） ISBN 978-4-8470-3802-0 | 2012年6月7日   | EAN 471-770-224-892-5  |
| 20   | 2012年9月26日  | ISBN 978-4-8470-3828-0 ISBN 978-4-8470-3829-7（限定版） | 2013年5月17日  | EAN 471-770-225-256-4  |
| 21   | 2013年3月25日  | ISBN 978-4-8470-3860-0 ISBN 978-4-8470-3861-7（限定版） | 2014年4月11日  | EAN 471-770-226-010-1  |
| 22   | 2014年1月25日  | ISBN 978-4-8470-3902-7 ISBN 978-4-8470-3903-4（限定版） | 2015年1月22日  | EAN 471-770-226-477-2  |
| 23   | 2014年11月25日 | ISBN 978-4-8470-3943-0 ISBN 978-4-8470-3944-7（限定版） | 2015年12月9日  | ISBN 978-957-10-6316-4 |
| 24   | 2015年9月25日  | ISBN 978-4-8470-3969-0                                  | 2016年9月19日  | ISBN 978-957-10-6883-1 |

彩色版
| 標題         | WANI BOOKS     | WANI BOOKS             |
| 標題         | 發售日期       | ISBN                   |
| ------------ | -------------- | ---------------------- |
| 呂蒙子明・編 | 2009年11月10日 | ISBN 978-4-8470-3704-7 |
| 關羽雲長・編 | 2011年9月24日  | ISBN 978-4-8470-3788-7 |
| 趙雲子龍・編 | 2012年3月24日  | ISBN 978-4-8470-3809-9 |
| 孫策伯符・編 | 2012年12月25日 | ISBN 978-4-8470-3840-2 |

新裝版（赤壁爭亂編）
| 卷數 | WANI BOOKS     | WANI BOOKS             |
| 卷數 | 發售日期       | ISBN                   |
| ---- | -------------- | ---------------------- |
| 1    | 2012年8月25日  | ISBN 978-4-8470-3827-3 |
| 2    | 2012年11月24日 | ISBN 978-4-8470-3836-5 |
| 3    | 2013年2月25日  | ISBN 978-4-8470-3850-1 |
| 4    | 2013年5月25日  | ISBN 978-4-8470-3874-7 |
| 5    | 2013年8月24日  | ISBN 978-4-8470-3885-3 |
| 6    | 2013年11月25日 | ISBN 978-4-8470-3895-2 |
| 7    | 2014年2月25日  | ISBN 978-4-8470-3908-9 |
| 8    | 2014年5月24日  | ISBN 978-4-8470-3921-8 |
| 9    | 2014年9月12日  | ISBN 978-4-8470-3933-1 |
| 10   | 2015年1月24日  | ISBN 978-4-8470-3950-8 |
| 11   | 2015年6月25日  | ISBN 978-4-8470-3966-9 |

### 相關書籍
官方漫畫選集
- 一騎当千オフィシャルアンソロジー

1. 2007年9月23日發售、ISBN 978-4-8470-3615-6
2. 2010年3月25日發售、ISBN 978-4-8470-3718-4

外傳漫畫
- 一騎当千 秘蔵限定BOX：2008年4月18日、ISBN 978-4-8470-3624-8

收錄單行本沒有收錄的外傳漫畫
- 一騎当千－逆鱗考察。（原作：塩崎雄二／作畫、腳本：大山玲）

2013年3月9日發售、ISBN 978-4-8470-3856-3

## 動畫

### 製作人員
一騎當千
- 監督 - 渡部高志
- 系列構成、脚本 - 吉岡孝夫
- 角色設計 - 長谷川真也
- 總作画監督 - 和田崇
- 動作監修 - 中矢雅樹
- 美術監督 - 廣瀨義憲
- 色彩設定 - 安藤智美
- 攝影監督 - 福世晋吾、鈴木洋平
- 剪輯 - 西山茂
- 音樂 - 元倉宏、Project IKKI
- 音響監督 - 高橋剛
- 製作統籌 - 田中茂裕、安藤攝、黑岩秀之
- 製作人 - 大澤信博、松倉友二
- 企劃製作 - 杰安可
- 動畫制作 - J.C.STAFF
- 製作 - 一騎当千夥伴（Media Factory、WANI BOOKS、AT-X、杰安可、J.C.STAFF）

Dragon Destiny
- 監督、分鏡 - 大畑晃一
- 系列構成、脚本 - 吉岡孝夫
- 角色設計、總作画監督 - 鈴真
- 主動畫師 - 阿部望
- 美術監督 - 池田繁美
- 色彩設計 - 中田亮大
- 攝影監督 - 池上伸治
- 剪輯 - 田熊純
- 音響監督 - 清水勝則
- 音樂 - 高梨康治
- 製作人 - 田中信作、濱田啟路、畠山拓郎、越中修
- 動畫制作 - Arms
- 企劃製作 - 杰安可
- 製作 - 一騎当千DD夥伴（Media Factory、WANI BOOKS、AT-X、杰安可、Comic虎之穴、GignoSystem Japan）

Great Guardians
- 監督 - 大畑晃一
- 系列構成 - 赤星政尚
- 角色設計、總作画監督 - 鈴真
- 主動畫師 - 阿部望
- 美術監督 - 池田繁美
- 色彩設計 - 中田亮大
- 攝影監督 - 池上伸治
- 剪輯 - 田熊純
- 音響監督 - 清水勝則
- 音樂 - 高梨康治
- 製作人 - 田中信作、臼井久人、三上康博、畠山拓郎、越中修
- 企劃製作 - 杰安可
- 動畫制作 - Arms
- 製作 - 一騎当千GG夥伴（Media Factory、WANI BOOKS、AT-X、杰安可、Comic虎之穴、GignoSystem Japan、Showgate）

XTREME XECUTOR
- 監督、系列構成 - 大畑晃一
- 角色設計 - 鈴真
- 角色設計、總作画監督 - 後藤潤二
- 動作監修 - 田中良
- 小道具設計 - 宮脇謙史
- 美術監督 - 河野次郎
- 色彩設計 - 甲斐けいこ
- 攝影監督 - 小室正一
- 剪輯 - 田熊純
- 音響監督 - 清水勝則
- 音樂 - 高梨康治
- 企劃製作 - 杰安可
- 動畫制作 - TNK
- 動畫制作協力 - Arms
- 製作人 - 田中信作、臼井久人、南寬将、畠山拓郎、河井敬介
- 製作 - 一騎当千XX夥伴（Media Factory、WANI BOOKS、AT-X、杰安可、Comic虎之穴、GignoSystem Japan、Showgate、武士道、KlockWorx）

集鍔鬥士血風錄
- 監督、分鏡、演出 -
- 脚本 - 倉田英之
- 角色設計 - 鈴真
- 總作画監督 - 石橋有希子
- 小道具設計 - 岩永悦宜
- 作画監督 - 石橋有希子、高原修司、北村友幸、安本学、山本善哉、Hue Hye-Jung、Cha Sung-Il、Choi Jong-Gi
- 美術監督 - 前田實
- 色彩設計 - 中田亮大
- 攝影監督 - 浅川茂輝
- 剪輯 - 田熊純
- 音響監督 - 清水勝則
- 音樂 - 高梨康治
- 製作人 - 田中信作、臼井久人、土橋哲也、畠山拓郎
- 企劃製作 - 杰安可
- 動畫制作 - Arms
- 製作 - 一騎当千集鍔鬥士血風錄夥伴（Media Factory、WANI BOOKS、AT-X、杰安可、Showgate、武士道）

Extravaganza Epoch
- 監督、總作画監督 - 工藤昌史
- 脚本 - 大久保昌弘
- 角色設計 - 鈴真
- 作画監督 - 山本碧
- 美術監督 - 大平司
- 色彩設計 - 上谷秀夫
- 攝影監督 - 田中恒嗣
- 剪輯 - 瀨山武司
- 音響監督 - 清水勝則
- 音樂 - 高梨康治
- 音樂制作 - KADOKAWA Media Factory
- 企劃製作 - 杰安可
- 動畫制作 - Arms
- 製作 - 一騎当千EE夥伴（Media Factory、WANI BOOKS、AT-X、杰安可、Showgate、武士道）

Western Wolves
- 總作画監督 - 渡部高志
- 監督 - サトウ光敏
- 脚本 - 本田雅也
- 角色設計、作画監督 -  りんしん
- 美術監督 - 李書九
- 美術設定 - 姜美香
- 色彩設計 - 西尾総子
- 攝影監督 - 宮坂凌平
- 音響監督 - 清水勝則
- 音響效果 - 中原隆太
- 音樂 - 高梨康治
- 音樂制作 - KADOKAWA
- 企劃製作 - GENKO
- 動畫制作 - Arms
- 製作 - 一騎当千WW夥伴（KADOKAWA、少年畫報社、GENCO、武士道）

### 配音人員
| 人物                 | 第一季           | 第二季 （Dragon Destiny） | 第三季 （Great Guardians） | 第四季 （XTREME XECUTOR） |
| -------------------- | ---------------- | ------------------------- | -------------------------- | ------------------------- |
| 孫策伯符             | 淺野真澄         | 同左                      | 同左                       | 同左                      |
| 呂蒙子明             | 甲斐田裕子       | 同左                      | 同左                       | 同左                      |
| 周瑜公瑾             | 日野聰           | 同左                      | 同左                       | 同左                      |
| 吳榮                 | 井上喜久子       | 同左                      | 同左                       | 同左                      |
| 王允子师             | 森久保祥太郎     | 遊佐浩二                  | 同左                       | 同左                      |
| 呂布奉先             | 渡邊明乃         | -                         | 同左                       | 同左                      |
| 于吉                 | 小林由美子       | 同左                      | -                          | -                         |
| 董卓仲穎             | 浪川大輔         | -                         | -                          | 同左                      |
| 樂就                 | 飯島肇           | 同左                      | 同左                       | 同左                      |
| 甘寧興覇             | 上田陽司         | 同左                      | -                          | -                         |
| 太史慈子義           | 三宅健太         | -                         | -                          | -                         |
| 劉備玄德             | -                | 真堂圭                    | 同左                       | 同左                      |
| 關羽雲長             | 岡寬惠           | 生天目仁美                | 同左                       | 同左                      |
| 張飛益德             | -                | 茅原實里                  | 同左                       | 同左                      |
| 諸葛亮孔明           | -                | 門脇舞以                  | 同左                       | 同左                      |
| 趙雲子龍             | -                | 淺川悠                    | 同左                       | 同左                      |
| 曹操孟德             | 遠藤真（旧艺名） | 赤城進                    | 同左                       | 同左                      |
| 夏侯惇元讓           | 上田陽司         | 阪口周平                  | 同左                       | 同左                      |
| 郭嘉奉孝             | 藤本隆行         | 同左                      | -                          | -                         |
| 賈詡文和             | 寺田はるひ       | 河原木志穗                | -                          | 同左                      |
| 夏侯淵妙才           | -                | 喜多村英梨                | 同左                       | 同左                      |
| 孙权仲谋（小喬偽裝） | -                | -                         | 堀江由衣                   | 同左                      |
| 左慈元放             | -                | -                         | 松冈由贵                   | 同左                      |
| 陆逊伯言             | -                | 高桥美佳子                | 同左                       | 同左                      |
| 馬超孟起             | -                | -                         | -                          | 遠藤綾                    |
| 韩遂文约             | -                | -                         | -                          | 三瓶由布子                |
| 曹仁子孝             | -                | -                         | -                          | 斋藤千和                  |
| 许褚仲康             | -                | 武田华                    | -                          | 同左                      |
| 马谡幼常             | -                | -                         | -                          | 龟岡真美                  |

### 主題曲
一騎當千
- 片頭曲 「Drivin' Through The Night」 歌：move（avex）
- 片尾曲 「Let me be with you」 歌：shela（avex）
- 插入曲 「FATE」（第11話） 歌：浅野真澄

Dragon Destiny
- 片頭曲 「HEART&SOUL」 歌：雁行真依
- 片尾曲  歌：衣織
- 「Get up!」（第12話） 歌：浅野真澄
- 插入曲 （第11話） 歌：井上喜久子

Great Guardians
- 片頭曲 「No Limit!」 歌：亞美
- 片尾曲  歌：浅葉リオ
- 插入曲 （第3、12話） 歌：雁行真依
- （第3話） 歌：浅野真澄&生天目仁美
- （第3話） 歌：日野聰&堀江由衣
- （第7話） 歌：茅原実里

XTREME XECUTOR
- 片頭曲 「Stargazer」 歌：增田有華（AKB48）
- 片尾曲  歌：淺野真澄、遠藤綾
- 插入曲 「Warrior's Cry」（第12話） 歌：雁行真依

集鍔鬥士血風錄
- 主題歌「FATE 〜on the way〜」

作曲、編曲 - ヒロイズム／歌 - MAI（雁行真依）&AMI（亞美）
- 挿入歌「HEART&SOUL」

作詞 - 稻葉エミ／作曲、編曲 - ヒロイズム&坪廣志／歌 - 雁行真依
- 插入歌「No×Limit!」

作詞 - 小山哉枝／作曲、編曲 - 田代智一／歌 - 亞美
Extravaganza Epoch
- 主題歌「Endless Fighter」

作曲、編曲 - 林達志／作詞、歌 - 榊原由依
Western Wolves
- 主題歌「紅の光暁」

作曲、編曲 - 林達志／作詞、歌 - 榊原由依

### 各集列表
一騎當千
| 集數     | 日文標題 | 編劇     | 分鏡     | 演出     | 作畫監督                              |
| -------- | -------- | -------- | -------- | -------- | ------------------------------------- |
| 第一話   |          | 吉岡孝夫 | 渡部高志 | 浅見松雄 | 片岡英之、阿部美惠子                  |
| 第二話   |          | 吉岡孝夫 | 渡部高志 | 秋田典昭 | 矢上孝一                              |
| 第三話   |          | 吉岡孝夫 | 上原秀明 | 加藤洋人 | 加藤洋人                              |
| 第四話   |          | 吉岡孝夫 | 高田耕一 | 高田耕一 | 杉山了藏                              |
| 第五話   |          | 吉岡孝夫 | 長井龍雪 | 松本佳久 | 枡田邦章、飯島弘也                    |
| 第六話   |          | 吉岡孝夫 | 橋本昌和 | 矢野篤   | 關口雅浩、矢野祐一郎                  |
| 第七話   |          | 吉岡孝夫 | 持丸孝行 | 秋田典昭 | 矢上孝一                              |
| 第八話   |          | 吉岡孝夫 | 上原秀明 | 上原秀明 | 田中基樹                              |
| 第九話   |          | 吉岡孝夫 | 浅見松雄 | 浅見松雄 | 杉山了藏                              |
| 第十話   |          | 吉岡孝夫 | 井硲清高 | 井硲清高 | 柴田志朗、枡田邦彰                    |
| 第十一話 |          | 吉岡孝夫 | 加藤洋人 | 加藤洋人 | 加藤洋人                              |
| 第十二話 |          | 吉岡孝夫 | 高田耕一 | 高田耕一 | 矢上孝一、井嶋けい子                  |
| 第十三話 |          | 吉岡孝夫 | 渡部高志 | 秋田典昭 | 杉山了藏、枡田邦彰 矢上孝一、臼田美夫 |

Dragon Destiny
| 集數     | 日文標題 | 中文標題   | 編劇     | 分鏡     | 演出     | 作畫監督                   |
| -------- | -------- | ---------- | -------- | -------- | -------- | -------------------------- |
| 第一話   |          | 龍魂胎動   | 吉岡孝夫 | 大畑晃一 | 岩永彰   | 宮澤努                     |
| 第二話   |          | 魔王覺醒   | 吉岡孝夫 | 大畑晃一 | 藤本義孝 | Kim YooJoung               |
| 第三話   |          | 流血落淚   | 吉岡孝夫 | 大畑晃一 | 福本完   | JOUNG SOON AN              |
| 第四話   |          | 二龍邂逅   | 吉岡孝夫 | 大畑晃一 | 小高義規 | Eum lk Hyun、Park ChanHwan |
| 第五話   |          | 鬥士無慘   | 吉岡孝夫 | 大畑晃一 | 小高義規 | Eum lk Hyun、Park ChanHwan |
| 第六話   |          | 逢遇臥龍   | 吉岡孝夫 | 大畑晃一 | 福本完   | 宮澤努                     |
| 第七話   |          | 關羽投降   | 吉岡孝夫 | 大畑晃一 | 藤本義孝 | Kim YooJoung               |
| 第八話   |          | 小霸王陣亡 | 吉岡孝夫 | 大畑晃一 | 中村圭三 | 竹内、JOUNG SOON AN        |
| 第九話   |          | 友義滅裂   | 吉岡孝夫 | 大畑晃一 | 渡邊純央 | 渡邊奈月                   |
| 第十話   |          | 公瑾流轉   | 吉岡孝夫 | 大畑晃一 | 福本完   | JOUNG SOON AN              |
| 第十一話 |          | 鬥士亂戰   | 吉岡孝夫 | 大畑晃一 | 藤本義孝 | Park ChanHwan              |
| 第十二話 |          | 火燒赤壁   | 吉岡孝夫 | 大畑晃一 | 静野孔文 | 宮澤努                     |

Dragon Destiny 特典OVA（「Dragon Destiny 赤壁溫泉大決戰」）
| 集數   | 日文標題 | 中文標題           |
| ------ | -------- | ------------------ |
| 第一話 |          | 成都爆乳           |
| 第二話 |          | 南陽的亂乳         |
| 第三話 |          | COSPLAY將軍吳榮    |
| 第四話 |          | 爆乳無雙野球拳之一 |
| 第五話 |          | 爆乳無雙野球拳之二 |
| 第六話 |          | 鬥士的盛宴         |

Great Guardians
註:每集數標題取自於孫子兵法～！
| 集數     | 日文標題 | 中文標題         | 編劇               | 分鏡           | 演出       | 作畫監督                 |
| -------- | -------- | ---------------- | ------------------ | -------------- | ---------- | ------------------------ |
| 第一話   |          | 兵者，國之大事   | 赤星政尚           | 岩永彰         | 岩永彰     | 宮澤努                   |
| 第二話   |          | 兵不厭詐         | 赤星政尚           | 福本完         | 福本完     | Joung Soon An            |
| 第三話   |          | 死者不可以復生   | 赤星政尚           | 松本正幸       | 松本正幸   | 阿部達也、Kim Yoon Joung |
| 第四話   |          | 視卒如嬰         | 赤星政尚           | 伴山人         | 藤本義孝   | Kim Yoon Joung           |
| 第五話   |          | 非危不戰         | 赤星政尚           | 宮澤努         | 岩永彰     | 宮澤努                   |
| 第六話   |          | 以上智為間者     | 赤星政尚           | 岩永彰、阿部望 | 大川原保豪 | Joung soon an、阿部望    |
| 第七話   |          | 始如處女         | 赤星政尚           | 内藤明吾       | 浅見松雄   | 氏家嘉宏                 |
| 第八話   |          | 致人而不致於人   | 赤星政尚           | 伴山人         | 岩永彰     | 永松久芳                 |
| 第九話   |          | 多算勝，少算不勝 | 赤星政尚           | 内藤明吾       | 政木伸一   | 向山祐治                 |
| 第十話   |          | 上兵伐謀         | 大畑晃一、赤星政尚 | 福本完         | 福本完     | Joung soon an            |
| 第十一話 |          | 先奪其所愛       | 大畑晃一、赤星政尚 | 内藤明吾       | 松本正幸   | Kim Yoon Joung           |
| 第十二話 |          | 我專為一         | 大畑晃一、赤星政尚 | 大畑晃一       | 岩永彰     | 宮澤努                   |

Great Guardians 特典OVA（「Great Guardians 格鬥之旅俱樂部 性感COSPLAY 危險的打工？」）
| 集數   | 日文標題 | 中文標題                                |
| ------ | -------- | --------------------------------------- |
| 第一話 |          | 格鬥之旅俱樂部 性感COSPLAY 危險的打工？ |
| 第二話 |          | 格鬥之旅俱樂部 性感COSPLAY 危險的打工？ |
| 第三話 |          | 格鬥之旅俱樂部 性感COSPLAY 危險的打工？ |
| 第四話 |          | 格鬥之旅俱樂部 性感COSPLAY 危險的打工？ |
| 第五話 |          | 格鬥之旅俱樂部 性感COSPLAY 危險的打工？ |
| 第六話 |          | 格鬥之旅俱樂部 性感COSPLAY 危險的打工？ |

XTREME XECUTOR
| 集數     | 日文標題 | 中文標題   | 編劇                 | 分鏡              | 演出       | 作畫監督               |
| -------- | -------- | ---------- | -------------------- | ----------------- | ---------- | ---------------------- |
| 第一話   |          | 淋湿的斗士 | 本田雅也、大畑晃一   | 大畑晃一          | 小野田雄亮 | -                      |
| 第二話   |          | 夥伴集合   | 金月龍之介、大畑晃一 | 大畑晃一          | 藤本義孝   | 相坂直紀               |
| 第三話   |          | 锻炼狮子   | 竹内利光 大畑晃一    | 大畑晃一          | 小林浩輔   | 中島美子               |
| 第四話   |          | 招来恶魔   | 竹内利光 大畑晃一    | 大畑晃一          | 久保太郎   | 清水勝祐               |
| 第五話   |          | 魂之绊     | 金月龍之介 大畑晃一  | 大畑晃一          | 奥野浩行   | 奥野浩行               |
| 第六話   |          | 聚集的利齿 | 本田雅也 大畑晃一    | 大畑晃一          | 中川聰     | 齊藤和也               |
| 第七話   |          | 沉默之泪   | 金月龍之介 大畑晃一  | 原田浩 大畑晃一   | 吉田俊司   | 湯川純                 |
| 第八話   |          | 以拳再会   | 竹内利光 大畑晃一    | 大畑晃一          | 藤本義孝   | 鈴木勘太 大高雄太      |
| 第九話   |          | 愤怒的爱   | 本田雅也 大畑晃一    | 大畑晃一          | 小林浩輔   | 中島美子               |
| 第十話   |          | 打破黑暗   | 竹内利光 大畑晃一    | 大畑晃一          | 久保太郎   | 清水勝祐 Zang Youshick |
| 第十一話 |          | 燃烧之城   | 竹内利光 大畑晃一    | 大畑晃一          | 吉田俊司   | 齊藤和也 田中良        |
| 第十二話 |          | 未来无限   | 本田雅也 大畑晃一    | 柳澤哲也 大畑晃一 | 奥野浩行   | 後藤潤二               |

XTREME XECUTOR 特典OVA（「XTREME XECUTOR 美夢六景」）
| 集數   | 日文標題 | 中文標題                             | 編劇     | 演出       | 作畫監督 |
| ------ | -------- | ------------------------------------ | -------- | ---------- | -------- |
| 第一話 |          | 沒想到的叛亂！？頭主要的生存危機！！ | 悟東空也 | 小野田雄亮 | 後藤潤二 |
| 第二話 |          |                                      | 悟東空也 | 久保太郎   | 清水勝祐 |
| 第三話 |          |                                      | 悟東空也 | 吉田俊司   | 柳伸亮   |
| 第四話 |          |                                      | 悟東空也 | 久保太郎   | 清水勝祐 |
| 第五話 |          |                                      | 悟東空也 | 吉田俊司   | 中田誠   |
| 第六話 |          |                                      | 悟東空也 | 奧野浩行   | 後藤潤二 |

Western Wolves
| 集數   | 日文標題 | 中文標題 | 分鏡       | 演出       | 作畫監督                          | 動作監修   | 放送日期 |
| ------ | -------- | -------- | ---------- | ---------- | --------------------------------- | ---------- | -------- |
| 第一話 |          | 草行露宿 | サトウ光敏 | 児谷直樹   | 高原修司、Park Hey-Ran            | 宮田奈保美 | 1月3日   |
| 第二話 |          | 雨露霜雪 | サトウ光敏 | 浅見松雄   | 高原修司、Jang YoungSun           | 宮田奈保美 | 2月3日   |
| 第三話 |          | 不屈不撓 | サトウ光敏 | サトウ光敏 | 高原修司、Jang YoungSun、宮下雄次 | 宮田奈保美 | 3月3日   |

## 爭議
由於在女子格鬥的場面中經常出現裸體鏡頭，因此動畫被安排在深夜播放，而尖端出版發行的全球中文版漫畫也被列入限制級。此外，該作也引起部份傳統三國志或三國演義同好網友的反感，包括把三國人物改成性感美女、歪曲歷史等；但鹽崎雄二表示，他本就對中國歷史研究不深，創作內容純屬虛構，出發點也不在演繹歷史，立場上並無意把歷史低俗化。

## 外部連結
- （日語）《一騎當千》動畫官網（页面存档备份，存于）
- （日語）《一騎當千 Dragon Destiny》動畫官網（页面存档备份，存于）
- （日語）《一騎當千 Great Guardians》動畫官網（页面存档备份，存于）
- （日語）《一騎當千 Xtreme Xecutor》動畫官網（页面存档备份，存于）
- （日語）《一騎當千 集鍔闘士血風録》動畫官網（页面存档备份，存于）
- （日語）《一騎當千 Extravaganza Epoch》動畫官網（页面存档备份，存于）
- （日語）《一騎當千  Western Wolves》動畫官網（页面存档备份，存于）
- （日語）《真·一騎當千》動畫官網 （页面存档备份，存于）